# Бах, Айно Густавовна
Айно Густавовна Бах (эст. Aino Bach, в замужестве Бах-Лийманд, эст. Bach-Liimand; 14 декабря 1901, Коэру — 6 августа 1980, Таллин) — эстонский и советский живописец, гравёр, график. Народный художник Эстонской ССР (1961).

## Биография
С 1907 года жила в г. Нарва. После начала Первой мировой войны с семьёй была эвакуирована в глубь России, в Сибирь. Там поступила в среднюю школу в Омске, в 1921 году вернулась в Эстонию.
С 1923 по 1935 год обучалась живописи в Художественной школе Палласа в Тарту под руководством Николая Трийка, а затем искусству гравюры (ученица Адо Ваббе). В 1931 году вышла замуж за художника Каарела Лийманда, разделяла социалистические идеи своего мужа. В 1937 году вместе с мужем побывала в Париже.
После присоединения Эстонии к СССР активно участвовала в реорганизации эстонской художественной жизни. Преподавала в Тартуской художественной школе.
После начала Великой Отечественной войны находилась в эвакуации в Ярославе, муж при эвакуации — погиб.
Бах была одним из инициаторов создания Союза художников Ярославля, одним из основателей Союза художников Эстонской ССР. Руководила этим Союзом.
С 1946 года жила в Таллине. Похоронена на Лесном кладбище Таллина.

## Творчество
Одна из первых эстонских гравёров, Айно Бах продемонстрировала техническую виртуозность, которая помогла расширить выразительные возможности гравировки интальо.
Автор отмеченных любовным вниманием к человеку портретов, жанровых композиций, иллюстраций: «Женщина с гитарой» (1936), «Мать с ребёнком» и «Женщина в зеркале» (акватинта, 1937), «Спящий ребёнок», «Маленькая Мари» (обе — сухая игла, «Рабочий», 1935) портрет Керсти Мерилаас. Выполнила ряд работ способом глубокой печати и монотипии. Она также практиковала гравировку металла, травление и цветной монотип, часто смешивая несколько приемов в одной и той же работе, в частности, металлическую точку и акватинта.
Участвовала в выставках в Риге и Каунасе (1937), Риме, Будапеште и Антверпене (1939).

## Награды
- Два ордена Трудового Красного Знамени (30.12.1956[1] и 07.03.1960[2]).
- Орден «Знак Почёта».
- Народный художник Эстонской ССР (1961).
- Республиканская премия (1947).